# Saint-Pierre-lès-Nemours
Pour les articles homonymes, voir Saint-Pierre et Nemours (homonymie).
Saint-Pierre-lès-Nemours est une commune française située dans le département de Seine-et-Marne, en région Île-de-France.
En 2022, elle compte 5 424 habitants.

## Géographie

### Localisation
La commune de Saint-Pierre-lès-Nemours se trouve dans le département de Seine-et-Marne, en région Île-de-France.
Elle se situe à 33,68 km par la route de Melun, préfecture du département, à 17,18 km de Fontainebleau, sous-préfecture et à 1,70 km de Nemours, bureau centralisateur du canton de Nemours dont dépend la commune depuis 2015. La commune fait en outre partie du bassin de vie de Nemours.

### Communes limitrophes
Les communes les plus proches sont : 
Nemours (1,1 km), Ormesson (3,0 km), Faÿ-lès-Nemours (3,8 km), Darvault (4,1 km), Bagneaux-sur-Loing (4,2 km), Montcourt-Fromonville (4,8 km), Chevrainvilliers (5,3 km), Châtenoy (5,3 km).
| Larchant         | Grez-sur-Loing           | Montcourt-Fromonville |
| Chevrainvilliers | Saint-Pierre-lès-Nemours | Darvault Nemours      |
| Ormesson         | Faÿ-lès-Nemours          | Bagneaux-sur-Loing    |

### Géologie et relief
L'altitude varie de 60 mètres à 115 mètres pour le point le plus haut, le centre du bourg se situant à environ 83 mètres d'altitude (mairie). Le Loing marque la fin de la plaine située à environ 100 mètres d'altitude qui englobe notamment le Gâtinais et la Beauce.
Le territoire de la commune se situe dans le sud du Bassin parisien, plus précisément au nord de la région naturelle du Gâtinais.
Géologiquement intégré au bassin parisien, qui est une région géologique sédimentaire, l'ensemble des terrains affleurants de la commune sont issus de l'ère géologique Cénozoïque (des périodes géologiques s'étageant du Paléogène au Quaternaire), à l'exception d'une très faible couche de craie blanche datant du Crétacé supérieur (Mésozoïque),.

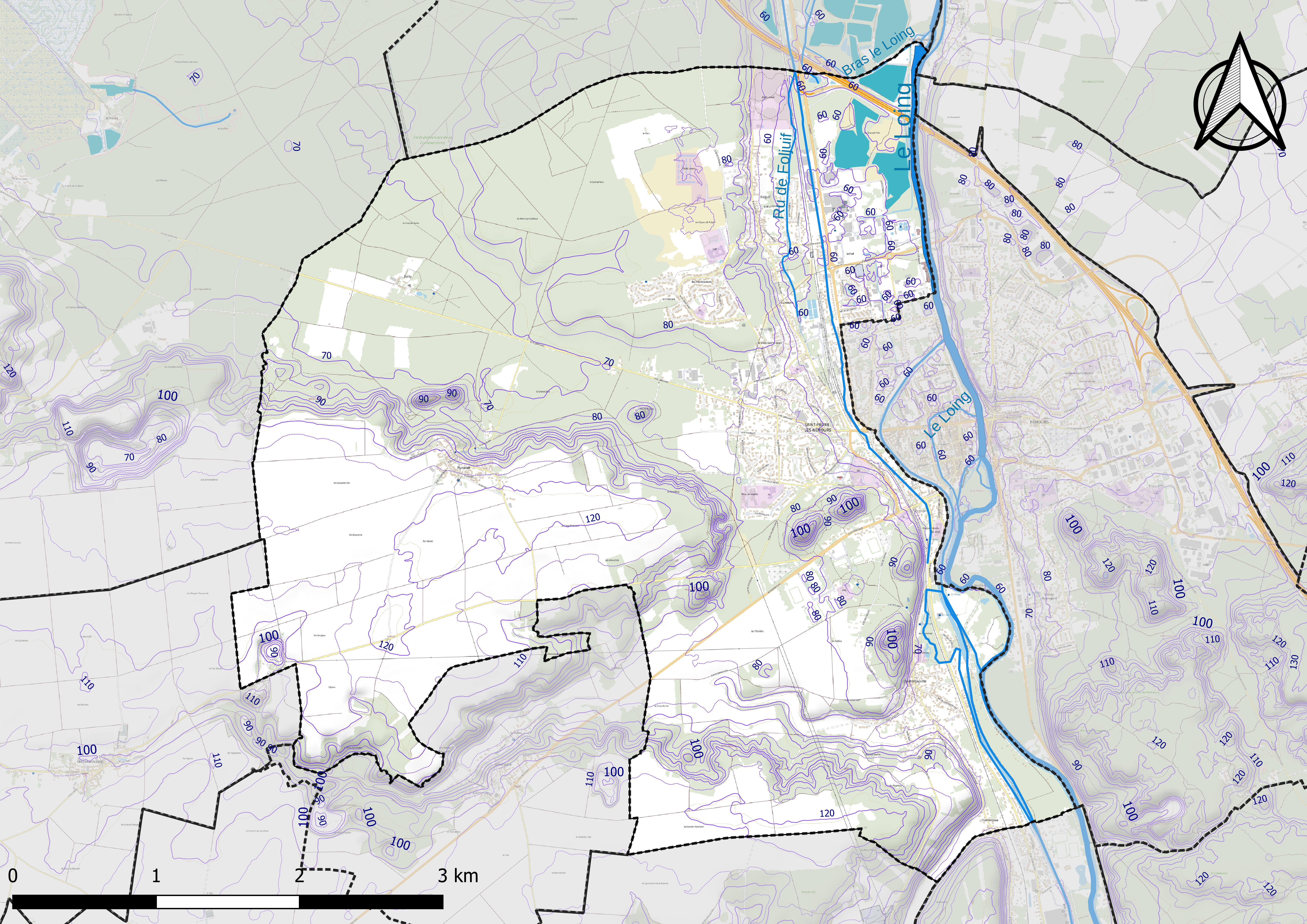
Carte du relief de Saint-Pierre-lès-Nemours.
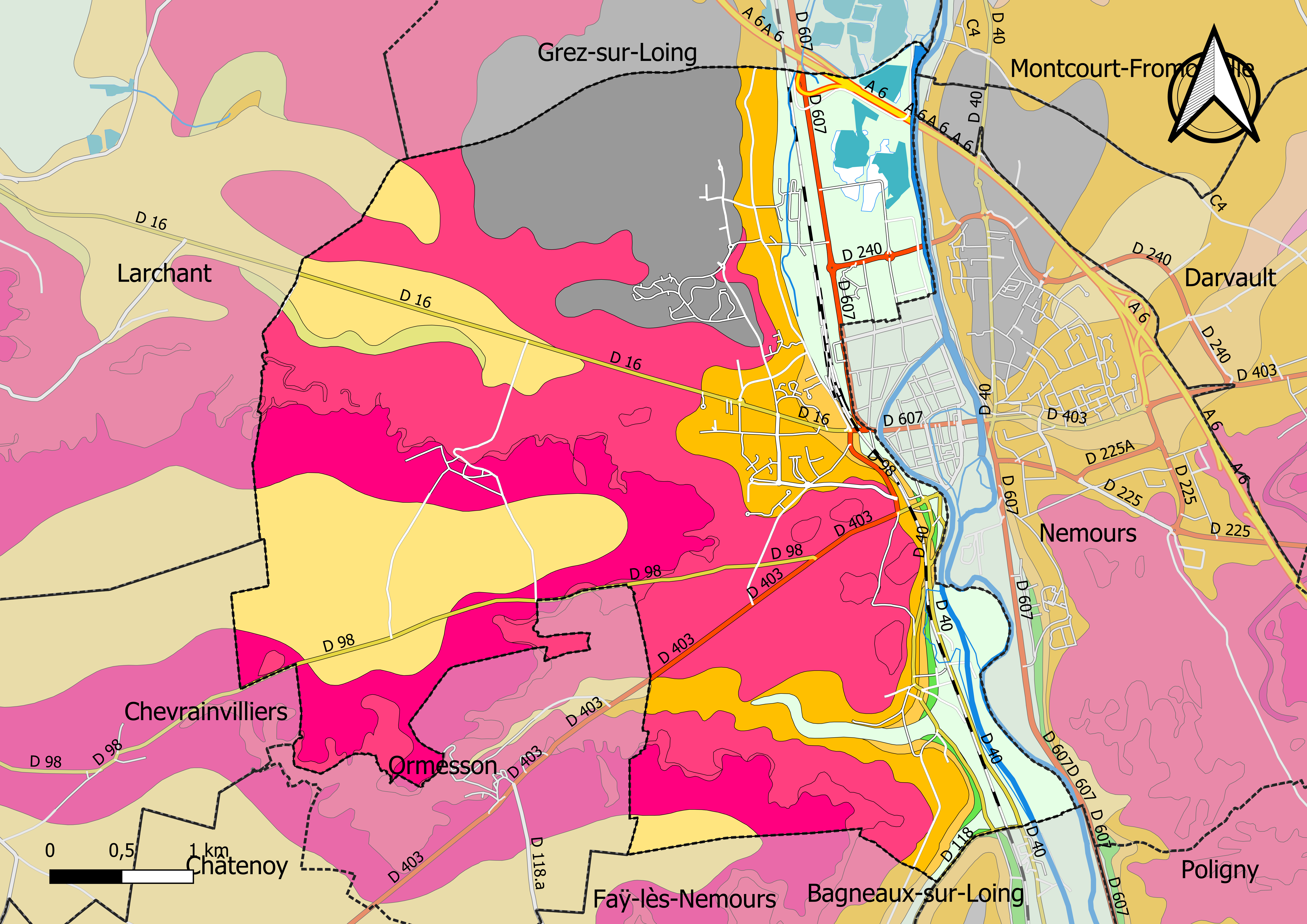
Carte géologique vectorisée et harmonisée de Saint-Pierre-lès-Nemours.

|  | LP : | Limon des plateaux de composition argilo-marneuse.                                |
|  | Fz : | Alluvions récentes : limons, argiles, sables, tourbes localement.                 |
|  | Fw : | Alluvions anciennes de haute terrasse (terrasse de 20-30 m) : sables et graviers. |

|  | g1CE : | Calcaire d'Étampes, meulières, marnes, calcaires du Gâtinais.                                        |
|  | g1GF : | Grès de Fontainebleau en place ou remaniés (grésification quaternaire de sables Stampiens dunaires). |
|  | g1SF : | Sables de Fontainebleau, accessoirement grès en place ou peu remanié (versant).                      |
|  | g1SP : | Sable à galets de silex, Poudingues, localement Faciès molassique.                                   |

|  | e7C :  | Calcaire de Champigny, Calcaire de Château-Landon, marnes de Nemours.               |
|  | e4PP : | Poudingue à chailles conglomérat à silex, formation de Pers-en-Gâtinais ((Loiret)). |

|  | C5Cr-BE : | Craie blanche à silex à Belemnitida. |

La commune est classée en zone de sismicité 1, correspondant à une sismicité très faible.

### Hydrographie

#### Réseau hydrographique

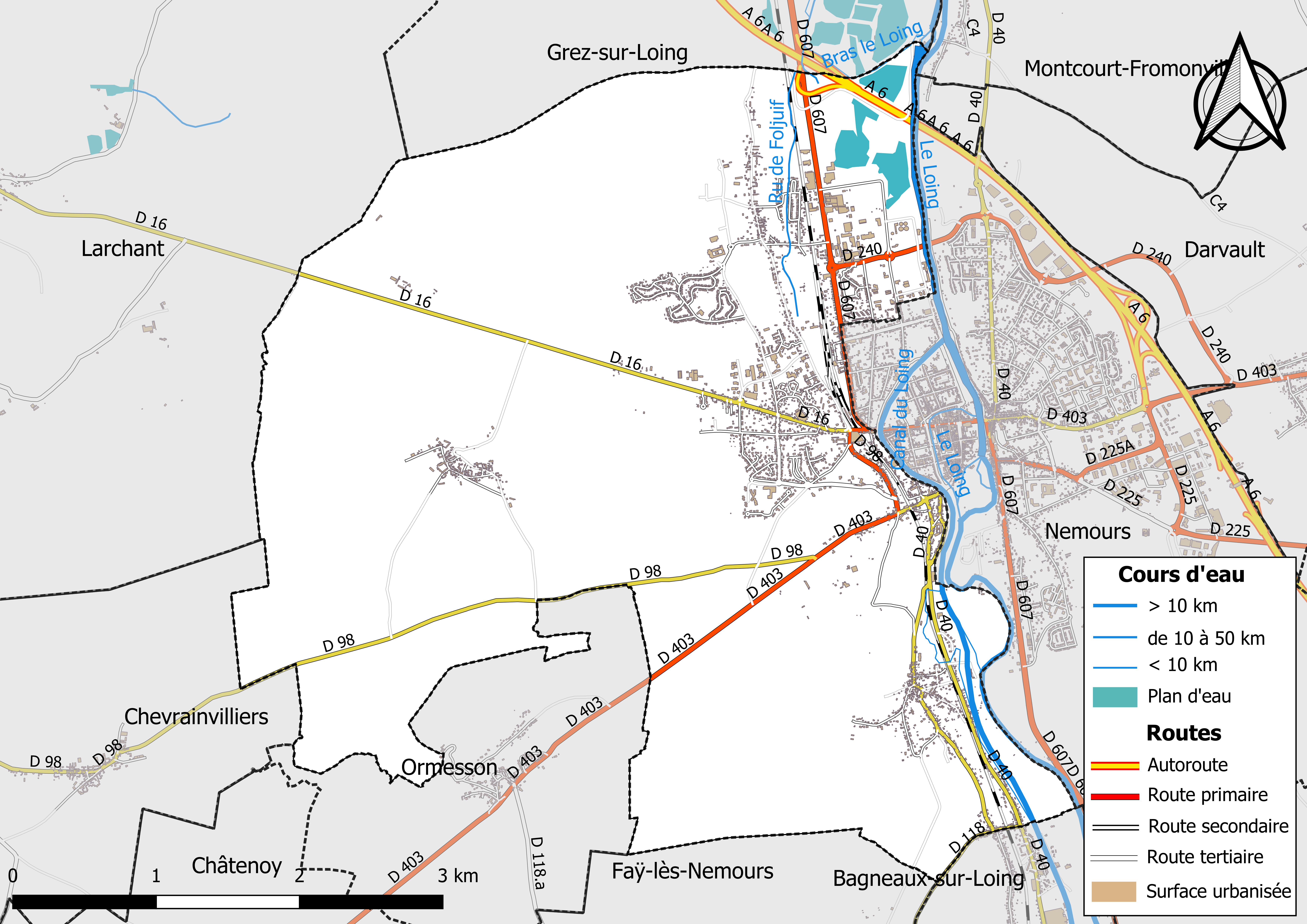
Carte des réseaux hydrographique et routier de Saint-Pierre-lès-Nemours.

Située dans la vallée du Loing, le réseau hydrographique de la commune se compose de sept cours d'eau référencés :
- le Loing, rivière longue de 142,73 km[9], affluent en rive gauche de la Seine, ainsi que :
  - un bras de 0,24 km[10] ;
  - le cours d'eau 01 du Bois de l'Abreuvoir, 1,81 km[11], affluent du Loing ;
- le canal du Loing, long de 45,90 km[12], construit au XVIIIe siècle, assurait à l'origine avec le canal d'Orléans, la jonction entre le bassin fluvial de la Loire et celui de la Seine ; 
  - le canal 01 de Chaintreauville[13], 2,38 km[14], et ;
  - le canal 01 des Fontaines[13], 0,64 km[15], qui confluent avec le canal du Loing ;
- le ru de Foljuif, 1,82 km[16], qui confluent avec l'aqueduc du Loing.

Par ailleurs, son territoire est également traversé par l'aqueduc du Loing.
La longueur totale des cours d'eau sur la commune est de 12,67 km.

#### Gestion des cours d'eau
Afin d’atteindre le bon état des eaux imposé par la Directive-cadre sur l'eau du 23 octobre 2000, plusieurs outils de gestion intégrée s’articulent à différentes échelles : le SDAGE, à l’échelle du bassin hydrographique, et le SAGE, à l’échelle locale. Ce dernier fixe les objectifs généraux d’utilisation, de mise en valeur et de protection quantitative et qualitative des ressources en eau superficielle et souterraine. Le département de Seine-et-Marne est couvert par six SAGE, au sein du bassin Seine-Normandie.
La commune fait partie du SAGE « Nappe de Beauce et milieux aquatiques associés », approuvé le 11 juin 2013. Le territoire de ce SAGE couvre deux régions, six départements et compte 681 communes, pour une superficie de 9 722 km2. Le pilotage et l’animation du SAGE sont assurés par le Syndicat mixte du pays Beauce Gâtinais en Pithiverais, qualifié de « structure porteuse ».

### Climat
Pour des articles plus généraux, voir Climat de l'Île-de-France et Climat de Seine-et-Marne.
En 2010, le climat de la commune est de type climat océanique dégradé des plaines du Centre et du Nord, selon une étude du CNRS s'appuyant sur une série de données couvrant la période 1971-2000. En 2020, Météo-France publie une typologie des climats de la France métropolitaine dans laquelle la commune est exposée à un climat océanique altéré et est dans la région climatique Nord-est du bassin Parisien, caractérisée par un ensoleillement médiocre, une pluviométrie moyenne régulièrement répartie au cours de l’année et un hiver froid (3 °C).
Pour la période 1971-2000, la température annuelle moyenne est de 11,2 °C, avec une amplitude thermique annuelle de 15,5 °C. Le cumul annuel moyen de précipitations est de 686 mm, avec 11 jours de précipitations en janvier et 7,4 jours en juillet. Pour la période 1991-2020, la température moyenne annuelle observée sur la station météorologique installée sur la commune est de 11,4 °C et le cumul annuel moyen de précipitations est de 697,6 mm,. Pour l'avenir, les paramètres climatiques de la commune estimés pour 2050 selon différents scénarios d'émission de gaz à effet de serre sont consultables sur un site dédié publié par Météo-France en novembre 2022.
| Mois                                  | jan.           | fév.             | mars            | avril           | mai             | juin        | jui.          | août         | sep.           | oct.          | nov.            | déc.             | année    |
| ------------------------------------- | -------------- | ---------------- | --------------- | --------------- | --------------- | ----------- | ------------- | ------------ | -------------- | ------------- | --------------- | ---------------- | -------- |
| Température minimale moyenne (°C)     | 1,4            | 1,4              | 3,9             | 5,1             | 9,1             | 11,7        | 13,7          | 13,7         | 10,1           | 7,4           | 3,8             | 2,3              | 7        |
| Température moyenne (°C)              | 4,1            | 4,8              | 8,4             | 10,1            | 14,4            | 17,2        | 19,6          | 20           | 15,5           | 11,6          | 6,9             | 4,7              | 11,4     |
| Température maximale moyenne (°C)     | 6,8            | 8,2              | 12,9            | 15,1            | 19,7            | 22,7        | 25,5          | 26,4         | 20,9           | 15,8          | 10              | 7,1              | 15,9     |
| Record de froid (°C) date du record   | −20 17.01.1985 | −14,5 07.02.1991 | −8 03.03.1986   | −5,5 12.04.1986 | −0,5 04.05.1979 | 3 04.06.01  | 5 04.07.1984  | 4 30.08.1986 | 1,5 29.09.1995 | −3 30.10.1997 | −9,5 24.11.1998 | −13,5 30.12.1985 | −20 1985 |
| Record de chaleur (°C) date du record | 16 09.01.1998  | 21,5 24.02.1990  | 24,5 29.03.1989 | 28 30.04.1994   | 30 15.05.1992   | 34 26.06.01 | 36,5 15.07.03 | 41 06.08.03  | 32 02.09.1984  | 30 01.10.1985 | 21 03.11.1993   | 16,5 01.12.1984  | 41 2003  |
| Précipitations (mm)                   | 54,5           | 50,1             | 49,1            | 53,8            | 64,1            | 56,6        | 53,2          | 58,4         | 59             | 67,2          | 64,7            | 66,9             | 697,6    |

### Milieux naturels et biodiversité

#### Espaces protégés
La protection réglementaire est le mode d’intervention le plus fort pour préserver des espaces naturels remarquables et leur biodiversité associée,.
Les espaces protégés sont présents dans la commune : 
- les « Carrières dites de la Rue Jaune à Puiselet », objet d'un arrêté préfectoral de protection de biotope, d'une superficie de 16 ha[29].
- la réserve de biosphère « Fontainebleau et Gâtinais », créée en 1998 et d'une superficie totale de 150 544 ha. Cette réserve de biosphère, d'une grande biodiversité, comprend trois grands ensembles : une grande moitié ouest à dominante agricole, l’emblématique forêt de Fontainebleau au centre, et le Val de Seine à l’est. La structure de coordination est l'Association de la Réserve de biosphère de Fontainebleau et du Gâtinais, qui comprend un conseil scientifique et un Conseil Education, unique parmi les Réserves de biosphère françaises[30],[31],[32],[33].

#### Réseau Natura 2000

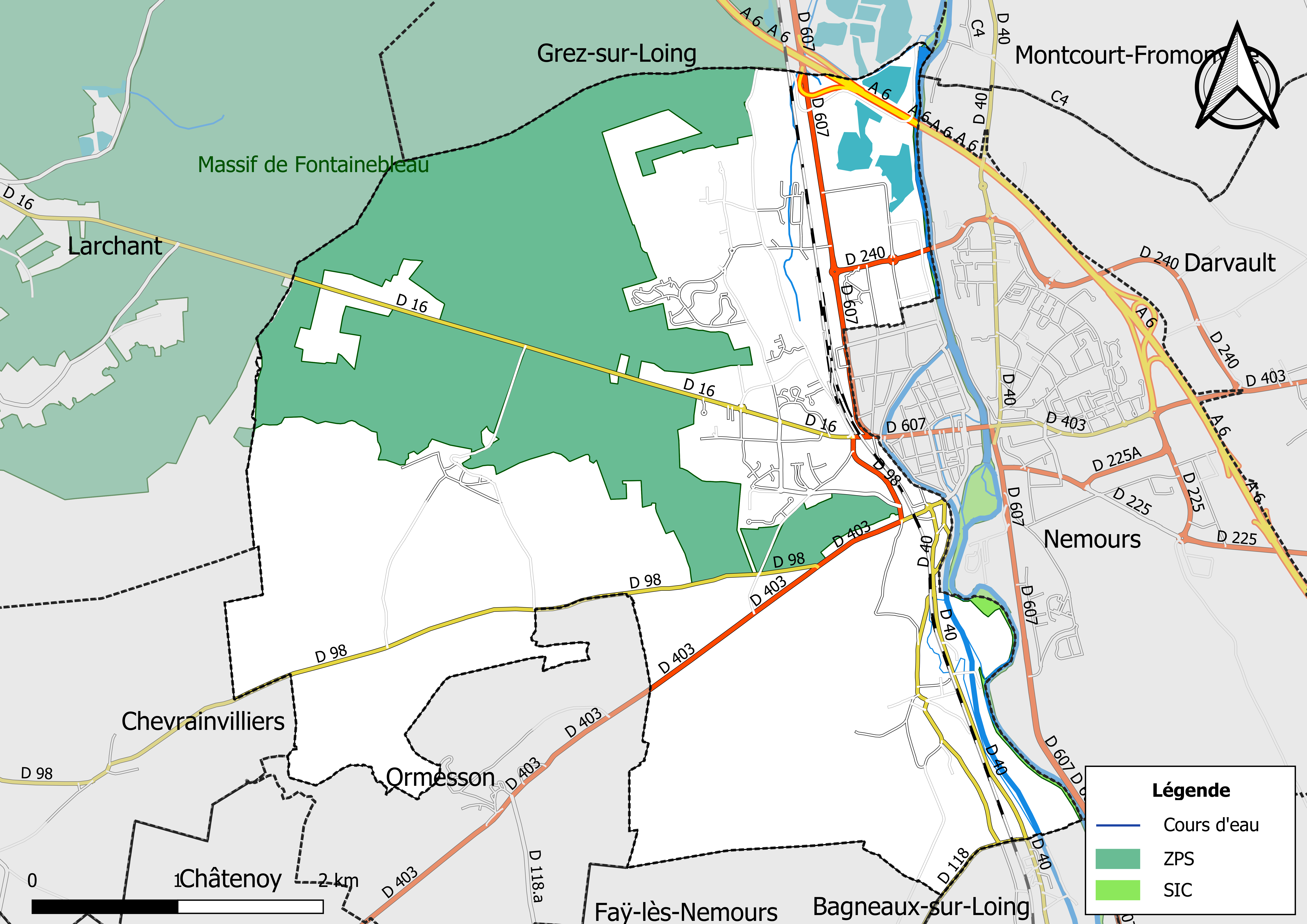
Sites Natura 2000 sur le territoire communal.

Le réseau Natura 2000 est un réseau écologique européen de sites naturels d’intérêt écologique élaboré à partir des Directives « Habitats » et « Oiseaux ». Ce réseau est constitué de Zones spéciales de conservation (ZSC) et de Zones de protection spéciale (ZPS). Dans les zones de ce réseau, les États Membres s'engagent à maintenir dans un état de conservation favorable les types d'habitats et d'espèces concernés, par le biais de mesures réglementaires, administratives ou contractuelles.
Deux sites Natura 2000 ont été définis sur la commune au titre de la « directive Habitats », : 
- le « Massif de Fontainebleau », d'une superficie de 28 063 ha. Cet espace constitue le plus ancien exemple français de protection de la nature. Les alignements de buttes gréseuses alternent avec les vallées sèches. Les conditions de sols, d'humidité et d'expositions sont très variées. La forêt de Fontainebleau est réputée pour sa remarquable biodiversité animale et végétale. Ainsi, elle abrite la faune d'arthropodes la plus riche d'Europe (3 300 espèces de coléoptères, 1 200 de lépidoptères) ainsi qu'une soixantaine d'espèces végétales protégées[36] ;
- les « Rivières du Loing et du Lunain », d'une superficie de 400 ha, deux vallées de qualité remarquable pour la région Île-de-France accueillant des populations piscicoles diversifiées dont le Chabot, la Lamproie de Planer, la Loche de Rivière et la Bouvière[37],[38] ;

Un au titre de la « directive Oiseaux », :  
- le « Massif de Fontainebleau », d'une superficie de 28 092 ha[39].

#### Zones naturelles d'intérêt écologique, faunistique et floristique
L’inventaire des zones naturelles d'intérêt écologique, faunistique et floristique (ZNIEFF) a pour objectif de réaliser une couverture des zones les plus intéressantes sur le plan écologique, essentiellement dans la perspective d’améliorer la connaissance du patrimoine naturel national et de fournir aux différents décideurs un outil d’aide à la prise en compte de l’environnement dans l’aménagement du territoire.
Le territoire communal de Saint-Pierre-lès-Nemours comprend deux ZNIEFF de type 1,,, 
la « Roche du Paradis, Mont Sarrasin et Grand Bois » (112,58 ha) et 
les « Sablières et Boisements de la vallée d'Ormesson » (56,18 ha), couvrant 3 communes du département.
et deux ZNIEFF de type 2, : 
- la « vallée du Loing entre Moret et Saint-Pierre-Lès-Nemours » (1 749,77 ha), couvrant 13 communes du département[43] ;
- la « vallée du Loing entre Nemours et Dordives » (1 059,63 ha), couvrant 7 communes dont 1 dans le Loiret et 6 en Seine-et-Marne[44].

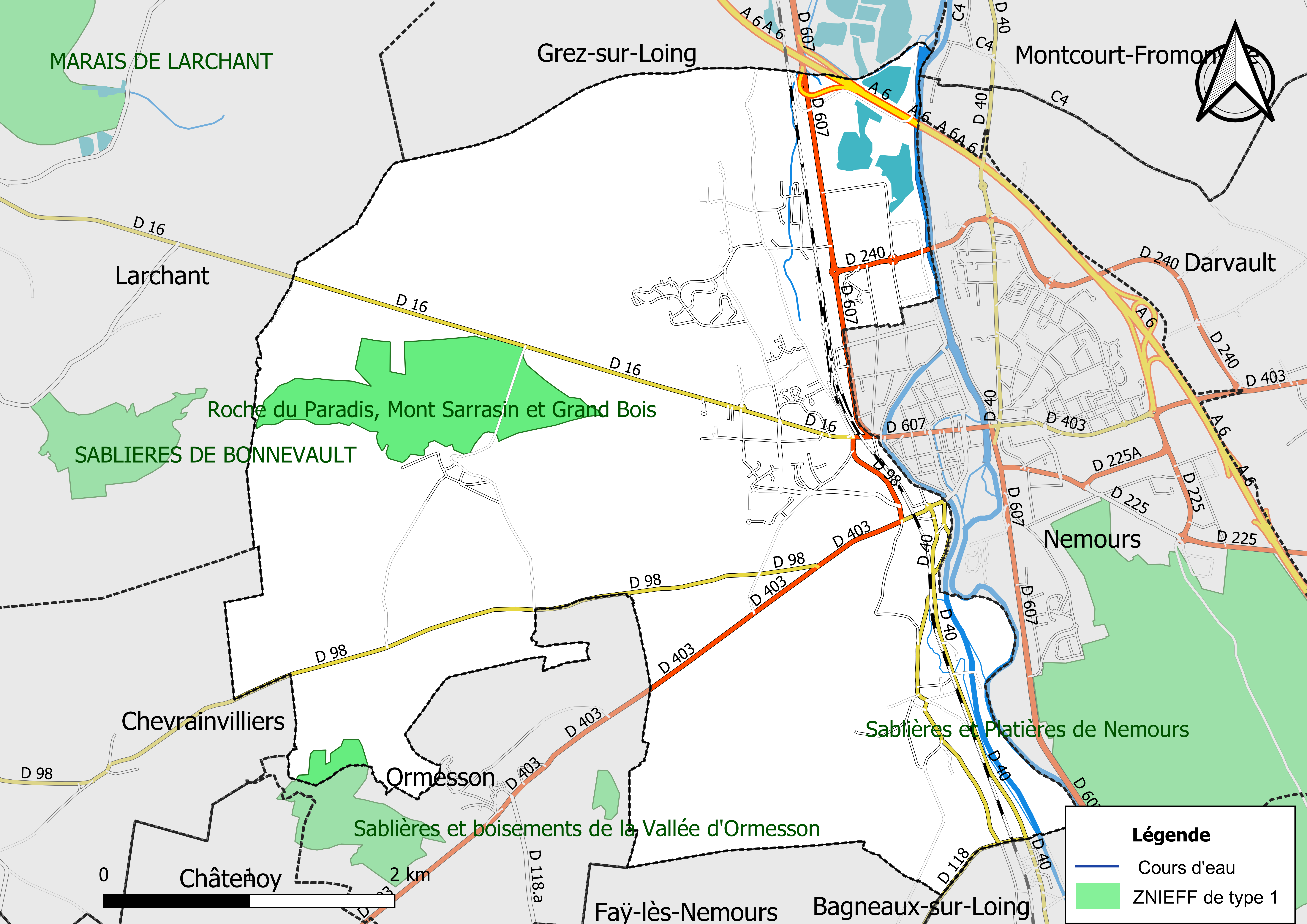
Carte des ZNIEFF de type 1 de la commune.
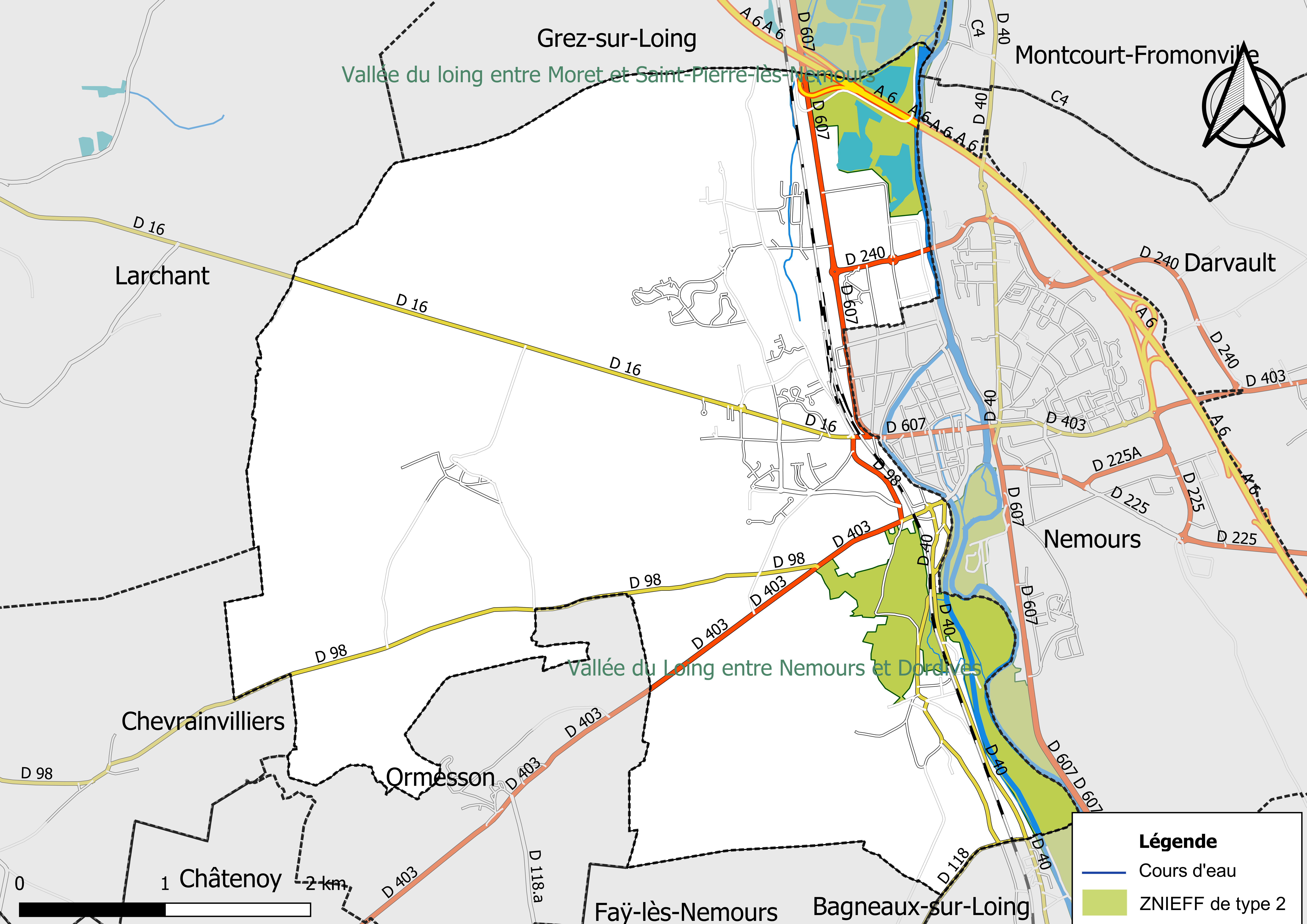
Carte des ZNIEFF de type 2 de la commune.

## Urbanisme

### Typologie
Au 1er janvier 2024, Saint-Pierre-lès-Nemours est catégorisée ceinture urbaine, selon la nouvelle grille communale de densité à sept niveaux définie par l'Insee en 2022.
Elle appartient à l'unité urbaine de Nemours, une agglomération intra-départementale regroupant quatre  communes, dont elle est une commune de la banlieue,,. Par ailleurs la commune fait partie de l'aire d'attraction de Paris, dont elle est une commune de la couronne,. Cette aire regroupe 1 929 communes,.

### Occupation des sols
L'occupation des sols de la commune, telle qu'elle ressort de la base de données européenne d’occupation biophysique des sols Corine Land Cover (CLC), est marquée par l'importance des forêts et milieux semi-naturels (44,2 % en 2018), en augmentation par rapport à 1990 (42,7 %). La répartition détaillée en 2018 est la suivante : 
forêts (41,88 %), 
terres arables (31,53 %), 
zones urbanisées (11,80 %), 
zones industrielles ou commerciales et réseaux de communication (5,50 %), 
milieux à végétation arbustive et/ou herbacée (2,36 %), 
zones agricoles hétérogènes (2,33 %), 
eaux continentales (2,03 %), 
prairies (1,42 %), 
espaces verts artificialisés, non agricoles (1,15 %).
| Type d’occupation | 1990      | 1990    | 2018      | 2018    | Bilan     |
| --- | --------- | ------- | --------- | ------- | --------- |
| Territoires artificialisés (zones urbanisées, zones industrielles ou commerciales et réseaux de communication, mines, décharges et chantiers, espaces verts artificialisés ou non agricoles) | 393,97 ha | 18,16 % | 400,25 ha | 18,45 % | 6,28 ha   |
| Territoires agricoles (terres arables, cultures permanentes, prairies, zones agricoles hétérogènes)                                                                                          | 835,47 ha | 38,51 % | 765,52 ha | 35,29 % | −69,95 ha |
| Forêts et milieux semi-naturels (forêts, milieux à végétation arbustive et/ou herbacée, espaces ouverts sans ou avec peu de végétation)                                                      | 927,24 ha | 42,74 % | 959,70 ha | 44,24 % | 32,47 ha  |
| Surfaces en eau (eaux continentales, eaux maritimes) | 12,80 ha  | 0.59 %  | 44,00 ha  | 2,03 %  | 31,20 ha  |

Parallèlement, L'Institut Paris Région, agence d'urbanisme de la région Île-de-France, a mis en place un inventaire numérique de l'occupation du sol de l'Île-de-France, dénommé le MOS (Mode d'occupation du sol), actualisé régulièrement depuis sa première édition en 1982. Réalisé à partir de photos aériennes, le Mos distingue les espaces naturels, agricoles et forestiers mais aussi les espaces urbains (habitat, infrastructures, équipements, activités économiques, etc.) selon une classification pouvant aller jusqu'à 81 postes, différente de celle de Corine Land Cover,,. L'Institut met également à disposition des outils permettant de visualiser par photo aérienne l'évolution de l'occupation des sols de la commune entre 1949 et 2018.

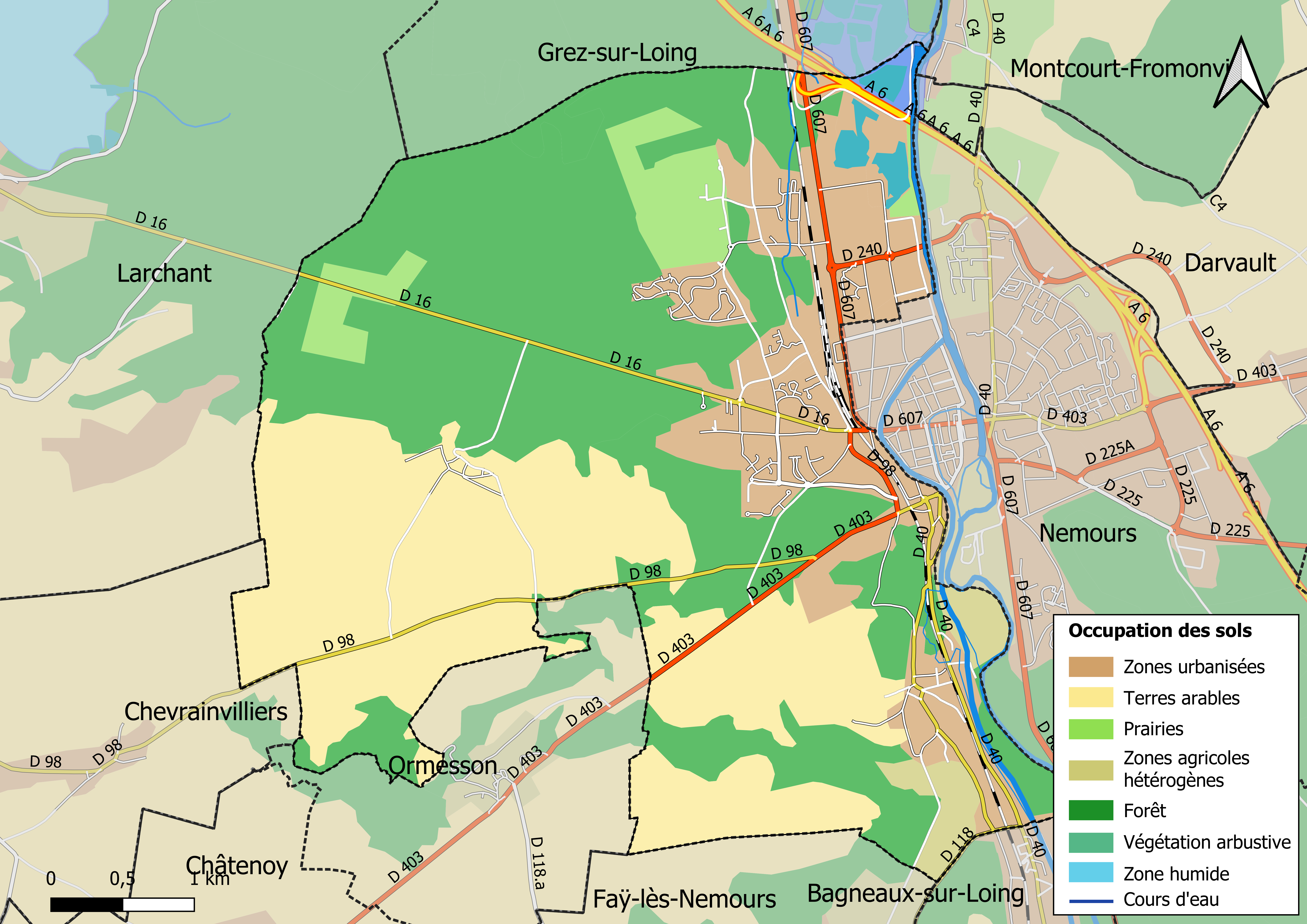
Carte des infrastructures et de l'occupation des sols en 2018 (CLC) de la commune.
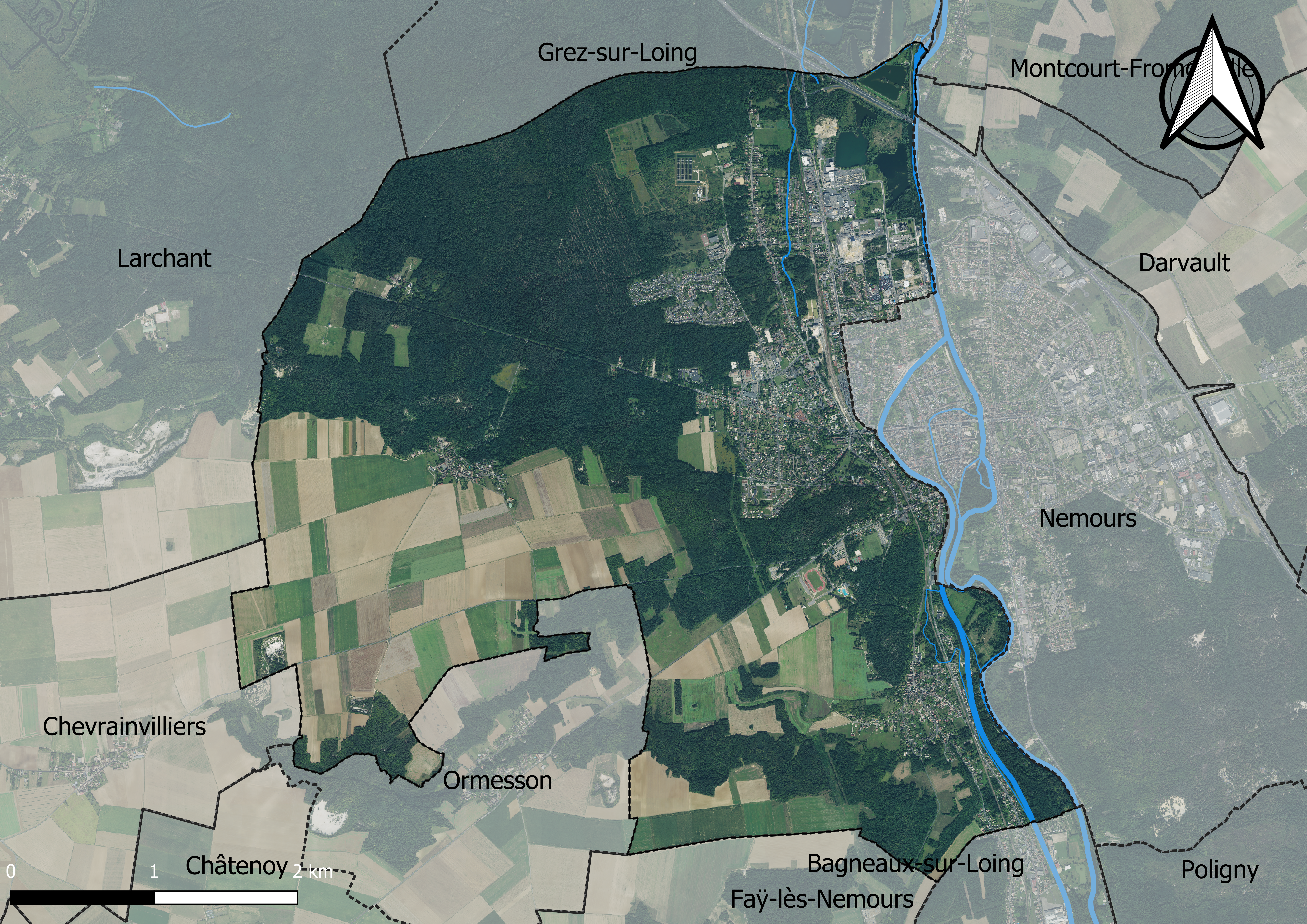
Carte orhophotogrammétrique de la commune.

### Planification
La loi SRU du 13 décembre 2000 a incité les communes à se regrouper au sein d’un établissement public, pour déterminer les partis d’aménagement de l’espace au sein d’un SCoT, un document d’orientation stratégique des politiques publiques à une grande échelle et à un horizon de 20 ans et s'imposant aux documents d'urbanisme locaux, les PLU (Plan local d'urbanisme). La commune est dans le territoire du SCOT Nemours Gâtinais, approuvé le 5 juin 2015 et porté par le syndicat mixte d’études et de programmation (SMEP) Nemours-Gâtinais.
La commune, en 2019, avait engagé l'élaboration d'un plan local d'urbanisme.

### Lieux-dits et écarts

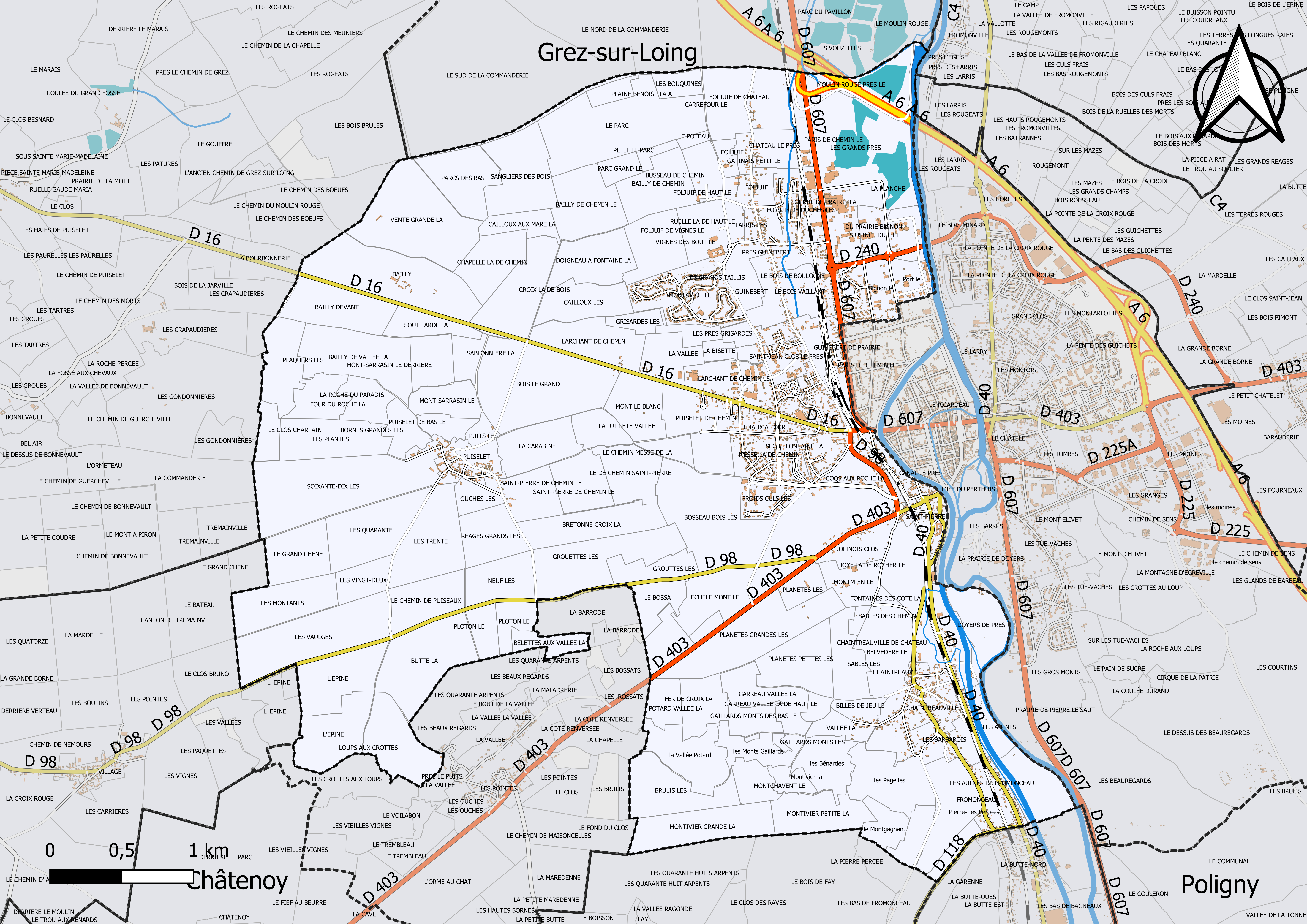
Carte du cadastre de la commune de Saint-Pierre-lès-Nemours.

La commune compte 153 lieux-dits administratifs répertoriés consultables ici dont Chaintréauville, Puiselet, le Montaviot et Foljuif (source : le fichier Fantoir).

### Logement
En 2017, le nombre total de logements dans la commune était de 2 518 dont 85,8 % de maisons (maisons de ville, corps de ferme, pavillons, etc.) et 13,8 % d'appartements.
Parmi ces logements, 91,7 % étaient des résidences principales, 2,6 % des résidences secondaires et 5,7 % des logements vacants.
La part des ménages fiscaux propriétaires de leur résidence principale s'élevait à 79 % contre 19,9 % de locataires dont, 7 % de logements HLM loués vides (logements sociaux) et, 1,1 % logés gratuitement.

### Voies de communication et transports

#### Voies de communication

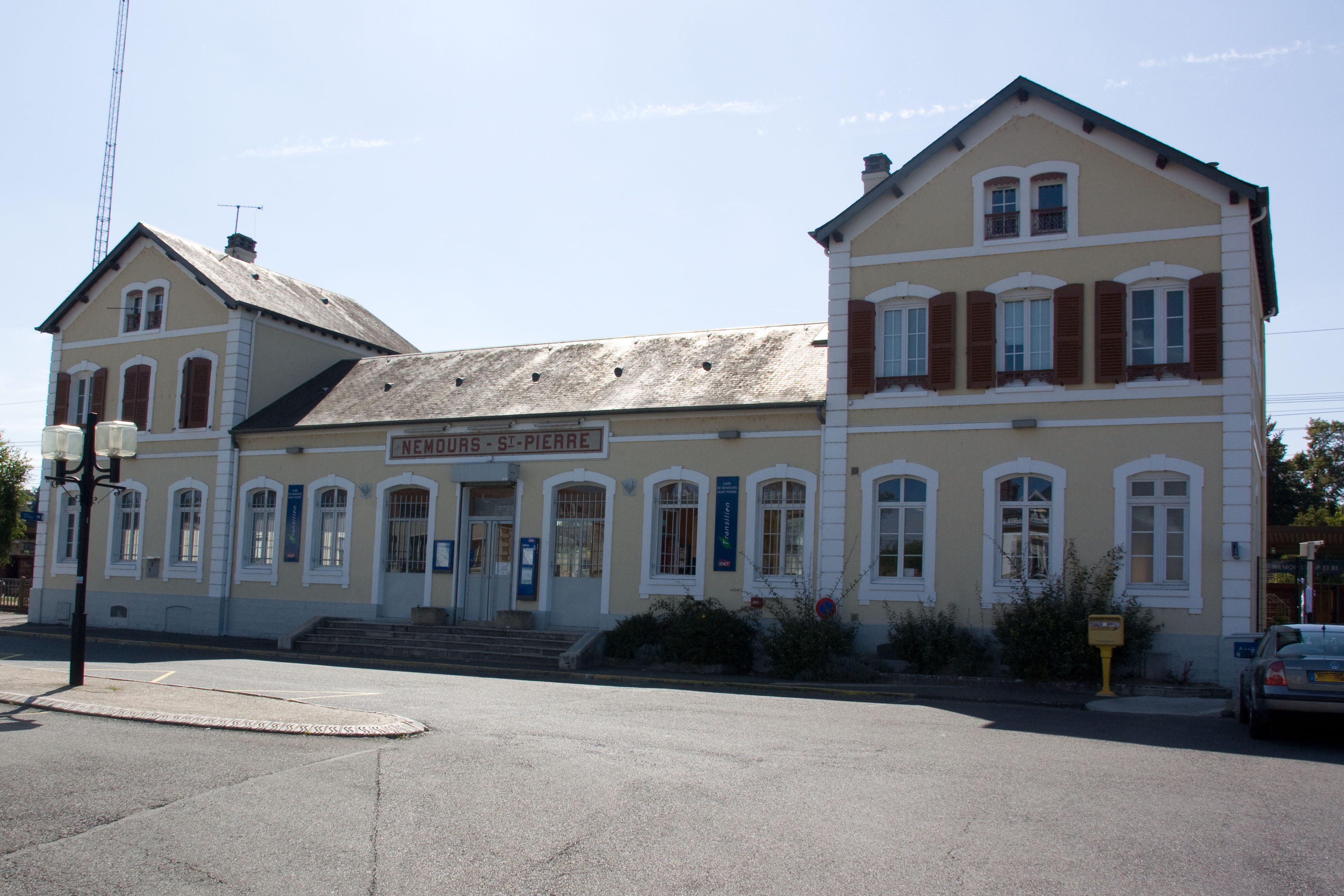
La gare de Nemours - Saint-Pierre.

La ligne de chemin de fer de Moret - Veneux-les-Sablons à Lyon-Perrache traverse du nord au sud la partie est du territoire de la commune.
Le territoire de la commune est traversé, dans son extrémité nord-est, par l'autoroute A6. Celle-ci est accessible par les diffuseurs no 15 (Fontainebleau) et no 16 (Nemours) situés respectivement au nord-est et à l'est de Saint-Pierre-lès-Nemours.
Plusieurs routes départementales relient Saint-Pierre-lès-Nemours aux communes voisines :
- la D 16, à Larchant, à l'ouest ;
- la D 40, à Faÿ-lès-Nemours, au sud ;
- la D 98, à Chevrainvilliers, au sud-ouest ;
- la D 240, à Darvault, au nord-est ;
- la D 403, à Ormesson, au sud-ouest ; et à Nemours, à l'est ;
- la D 607 (l'ancienne route nationale 7), à Grez-sur-Loing, au nord ; et Nemours, à l'est.

#### Transports
La gare de Nemours - Saint-Pierre, située sur le territoire la commune de Saint-Pierre-lès-Nemours, est desservie par les trains de la ligne R du réseau Transilien qui effectuent les liaisons Paris - Montargis.
Saint-Pierre-lès-Nemours est desservie par plusieurs lignes du réseau de bus Vallée du Loing - Nemours :
- la ligne 1, qui relie Saint-Pierre-lès-Nemours à Bagneaux-sur-Loing ;
- la ligne 2, qui relie Saint-Pierre-lès-Nemours à Nemours ;
- la ligne 3, qui relie Montcourt-Fromonville à Saint-Pierre-lès-Nemours ;
- la ligne 7A, qui relie Saint-Pierre-lès-Nemours à Fontainebleau ;
- la ligne 7B, qui relie Nemours à Avon ;
- la ligne 7C, qui relie Grez-sur-Loing à Nemours ;
- la ligne 7D, qui relie Montigny-sur-Loing à Nemours ;
- la ligne 8B, qui relie Saint-Pierre-lès-Nemours à Héricy ;
- la ligne 9A, qui relie Villebéon à Saint-Pierre-lès-Nemours ;
- la ligne 9B, qui relie Blennes à Saint-Pierre-lès-Nemours ;
- la ligne 9C, qui relie Darvault à Saint-Pierre-lès-Nemours ;
- la ligne 10, qui relie Bransles à Saint-Pierre-lès-Nemours ;
- la ligne 13A, qui relie Aufferville à Saint-Pierre-lès-Nemours ;
- la ligne 13B, qui relie Faÿ-lès-Nemours à Saint-Pierre-lès-Nemours ;
- la ligne 13C, qui relie Beaumont-du-Gâtinais à Saint-Pierre-lès-Nemours ;
- la ligne 17A, qui relie Nemours à Héricy ;
- la ligne 18A, qui relie Saint-Pierre-lès-Nemours - Puiselet - Montereau-Fault-Yonne - Flora Tristan
- la ligne 18B, qui relie Saint-Pierre-lès-Nemours à Montereau-Fault-Yonne ;
- la ligne 18C, qui relie Saint-Pierre-lès-Nemours à Varennes-sur-Seine ;
- la ligne 34, qui relie Château-Landon à Melun.

## Toponymie
Le nom de la localité est mentionné sous les formes Saint Pere de Nemox en 1384 ; Saint Pierre de Nemours en 1489.
Du saint éponyme.
En français, la préposition lès signifie « près de » (Nemours).  La commune fut formée en 1789 par démembrement de celle de Nemours dont elle était, antérieurement, un faubourg.

## Histoire
Depuis le paléolithique supérieur (entre 30 000 et 10 000 av. J.-C.), le site de l’actuel Saint-Pierre-lès-Nemours a été habité. Il fut très tôt un lieu privilégié, en bordure de forêt (l’ancienne forêt de Bierre – aujourd’hui dite de Fontainebleau) et de rivière, le Loing, véritable voie de communication entre les vallées de la Seine et de la Loire. Le lieu, à l’abri des crues et à proximité d’un gué, permettait la chasse et la pêche ainsi que la cueillette. Plus tard, ses prairies favorisèrent l’élevage, ses coteaux ensoleillés la culture de la vigne et les plateaux environnants, en bordure de la Beauce, le développement de l’agriculture. Un ensemble de facteurs propices à une implantation humaine et à son épanouissement, auquel s’ajoutait la présence de sources importantes (à Chaintréauville).
Le développement se fit ensuite des deux côtés de la rivière, sa partie la plus importante restant celle des pentes de la rive gauche.
Des sarcophages datant probablement de l’époque mérovingienne, mis au jour en 1895 et en 1956, montrent que le site de Saint-Pierre fut à l’origine de l’agglomération nemourienne. Il porta d’ailleurs, au cours des âges, diverses appellations, qui rappellent l’étymologie du nom : Nemausus, Nemus, Nemoracum. Puis, au commencement du XIIe siècle, il fut érigé en paroisse et une église y fut édifiée, Saint-Père de Nemox, consacrée plus tard officiellement à Saint-Pierre par le pape Alexandre III, et qui fut dite alors : Ecclesiam de Nemosio, ce qui la désignait comme l’église de la communauté tout entière.
Un établissement monastique, l’abbaye de la Joie-lès-Nemours, y avait été fondé, tandis que la cité prenait de l’importance et qu’un château y était érigé par les seigneurs locaux, en bordure de la rivière, près du gué.

## Politique et administration

### Rattachements administratifs et électoraux

#### Rattachements administratifs
La commune se trouve depuis 1988 dans l'arrondissement de Fontainebleau du département de Seine-et-Marne.
Elle faisait partie depuis 1793 du canton de Nemours. Dans le cadre du redécoupage cantonal de 2014 en France, cette circonscription administrative territoriale a disparu, et le canton n'est plus qu'une circonscription électorale.

#### Rattachements électoraux
Pour les élections départementales, la commune fait partie depuis 2014 d'un nouveau canton de Nemours
Pour l'élection des députés, elle fait partie de la deuxième circonscription de Seine-et-Marne.

### Intercommunalité
Saint-Pierre-lès-Nemours est membre de la communauté de communes Pays de Nemours, un établissement public de coopération intercommunale (EPCI) à fiscalité propre créé fin 2009 et auquel la commune a transféré un certain nombre de ses compétences, dans les conditions déterminées par le code général des collectivités territoriales.

### Tendances politiques et résultats
Lors du premier tour  des élections municipales de 2014 en Seine-et-Marne, la liste menée par le maire sortant Bernard Rodier avait remporté la majorité absolue des suffrages exprimés, avec 73,16 %, devançant largement celle menée par  Jacques Nave, qui a obtenu 26,83 %, lors d'un scrutin marqué par 38,15 % d'abstention
Lors du second tour des élections municipales de 2020 en Seine-et-Marne, la liste menée par Bruno Landais obtient la majorité absolue  des suffrages exprimés, avec 946 voix (55,09 %, 23 conseillers municipaux élus dont 6 communautaires), devançant la liste menée par Dominique Herbline Derivault  — qui avait le soutien du maire sortant Bernard Rodier — qui a obtenu 771 voix (44,90 %, 6 conseillers municipaux élus dont 2 communautaires). L'abstention s'est élevé à 56,75 %.

### Liste des maires
| Période                                  | Période                      | Identité                     | Étiquette | Qualité |
| ---------------------------------------- | ---------------------------- | ---------------------------- | --------- | --- |
| Les données manquantes sont à compléter. |                              |                              |           | |
| 1909                                     | 1945                         | Léopold Pelletier            |           | |
| Les données manquantes sont à compléter. |                              |                              |           | |
| 1972                                     | 1992 (démission)             | Maurice Ruet (1906-1998)     | RPR       | Directeur d'école honoraire Conseiller général de Nemours (1979 → 1985) |
| 1992                                     | mars 2001                    | Michel Verhaeghe (1937-2021) | DVD       | |
| mars 2001                                | juillet 2020                 | Bernard Rodier               | DVD-UMP   | Directeur technique Conseiller général de Nemours (2005 → 2011) |
| juillet 2020                             | En cours (au 7 octobre 2020) | Bruno Landais                | DVD       | Collaborateur d'élus Ancien directeur de cabinet de Valérie Lacroute Adjoint au maire chargé des sports (1995 → 2001) Vice-président délégué de la CC Pays de Nemours (2020 → ) Directeur de l'Union des maires de Seine-et-Marne |

### Jumelages
| Ville | Ville         | Pays | Pays      | Période     |
| ----- | ------------- | ---- | --------- | ----------- |
|       | Bad Hönningen |      | Allemagne | depuis 1980 |

## Équipements et services

### Eau et assainissement
L’organisation de la distribution de l’eau potable, de la collecte et du traitement des eaux usées et pluviales relève des communes. La loi NOTRe de 2015 a accru le rôle des EPCI à fiscalité propre en leur transférant cette compétence. Ce transfert devait en principe être effectif au 1er janvier 2020, mais la loi Ferrand-Fesneau du 3 août 2018 a introduit la possibilité d’un report de ce transfert au 1er janvier 2026,.

#### Assainissement des eaux usées
En 2020, la gestion du service d'assainissement collectif de la commune de Saint-Pierre-lès-Nemours est assurée par le SIAEP de Nemours, Saint-Pierre pour la collecte, le transport et la dépollution. Ce service est géré en délégation par une entreprise privée, dont le contrat arrive à échéance le 31 décembre 2028,,.
L’assainissement non collectif (ANC) désigne les installations individuelles de traitement des eaux domestiques qui ne sont pas desservies par un réseau public de collecte des eaux usées et qui doivent en conséquence traiter elles-mêmes leurs eaux usées avant de les rejeter dans le milieu naturel. Le SIAEP de Nemours, Saint-Pierre assure pour le compte de la commune le service public d'assainissement non collectif (SPANC), qui a pour mission de vérifier la bonne exécution des travaux de réalisation et de réhabilitation, ainsi que le bon fonctionnement et l’entretien des installations. Cette prestation est déléguée à la SAUR, dont le contrat arrive à échéance le 31 décembre 2028,.

#### Eau potable
En 2020, l'alimentation en eau potable est assurée par le SIAEP de Nemours, Saint-Pierre qui en a délégué la gestion à la SAUR, dont le contrat expire le 31 décembre 2027,.

## Population et société

### Démographie
L'évolution du nombre d'habitants est connue à travers les recensements de la population effectués dans la commune depuis 1793. Pour les communes de moins de 10 000 habitants, une enquête de recensement portant sur toute la population est réalisée tous les cinq ans, les populations de référence des années intermédiaires étant quant à elles estimées par interpolation ou extrapolation. Pour la commune, le premier recensement exhaustif entrant dans le cadre du nouveau dispositif a été réalisé en 2006.

En 2022, la commune comptait 5 424 habitants, en évolution de −0,77 % par rapport à 2016 (Seine-et-Marne : +3,92 %, France hors Mayotte : +2,11 %).
| 1793 | 1800 | 1806 | 1821 | 1831 | 1836 | 1841 | 1846 | 1851 |
| ---- | ---- | ---- | ---- | ---- | ---- | ---- | ---- | ---- |
| 473  | 522  | 513  | 502  | 668  | 739  | 701  | 765  | 728  |

| 1856 | 1861 | 1866 | 1872 | 1876 | 1881 | 1886 | 1891 | 1896 |
| ---- | ---- | ---- | ---- | ---- | ---- | ---- | ---- | ---- |
| 704  | 712  | 816  | 800  | 813  | 832  | 891  | 890  | 897  |

| 1901 | 1906 | 1911  | 1921  | 1926  | 1931  | 1936  | 1946  | 1954  |
| ---- | ---- | ----- | ----- | ----- | ----- | ----- | ----- | ----- |
| 905  | 933  | 1 028 | 1 161 | 1 296 | 1 467 | 1 619 | 1 899 | 2 110 |

| 1962  | 1968  | 1975  | 1982  | 1990  | 1999  | 2006  | 2011  | 2016  |
| ----- | ----- | ----- | ----- | ----- | ----- | ----- | ----- | ----- |
| 3 124 | 3 298 | 3 713 | 4 777 | 5 374 | 5 815 | 5 753 | 5 575 | 5 466 |

| 2021  | 2022  | - | - | - | - | - | - | - |
| ----- | ----- | - | - | - | - | - | - | - |
| 5 416 | 5 424 | - | - | - | - | - | - | - |

## Économie

### Revenus de la population et fiscalité
En 2017, le nombre de ménages fiscaux de la commune était de 2 242 (dont 62 % imposés), représentant 5 439 personnes et la  médiane du revenu disponible par unité de consommation  de 22 530 euros.

### Emploi
En 2017 , le nombre total d’emplois dans la zone était de 1 737, occupant 2 107 actifs  résidants.
Le taux d'activité de la population (actifs ayant un emploi) âgée de 15 à 64 ans s'élevait à 63,9 % contre un taux de chômage de 9,2 %.
Les 26,9 % d’inactifs se répartissent de la façon suivante : 10,7 % d’étudiants et stagiaires non rémunérés, 9,8 % de retraités ou préretraités et 6,4 % pour les autres inactifs.

### Entreprises et commerces
En 2017, le nombre d'établissements actifs était de 127 dont 
3 dans l'agriculture-sylviculture-pêche, 16 dans l’industrie, 20 dans la construction, 72 dans le commerce-transports-services divers et 16  étaient relatifs au secteur administratif.
Ces établissements ont pourvu 1 418 postes salariés.
En 2019,  48 entreprises ont été créées sur le territoire de la commune, dont 37 individuelles.
Au 1er janvier 2020, la commune ne disposait pas d’hôtel et de terrain de camping.
- Zone industrielle du Port, zone artisanale du Clos-Saint-Jean, environ 70 artisans et commerçants.
- L'économie de la commune se base principalement sur les carrières, sablières, céréales et la coopérative agricole.
- L'Écotron d'Île-de-France.

### Agriculture
Saint-Pierre-lès-Nemours est dans la petite région agricole dénommée le « Pays de Bière et Forêt de Fontainebleau », couvrant le Pays de Bière et la forêt de Fontainebleau. En 2010, l'orientation technico-économique de l'agriculture sur la commune est diverses cultures (hors céréales et oléoprotéagineux, fleurs et fruits).
Si la productivité agricole de la Seine-et-Marne se situe dans le peloton de tête des départements français, le département enregistre un double phénomène de disparition des terres cultivables (près de 2 000 ha par an dans les années 1980, moins dans les années 2000) et de réduction d'environ 30 % du nombre d'agriculteurs dans les années 2010. Cette tendance se retrouve au niveau de la commune où le nombre d’exploitations est passé de 10 en 1988 à 5 en 2010. Parallèlement, la taille de ces exploitations augmente, passant de 68 ha en 1988 à 71 ha en 2010.
Le tableau ci-dessous présente les principales caractéristiques des exploitations agricoles de Saint-Pierre-lès-Nemours, observées sur une période de 22 ans : 
|                                      | 1988 | 2000 | 2010 |
| ------------------------------------ | ---- | ---- | ---- |
| Dimension économique,                |      |      |      |
| Nombre d’exploitations (u)           | 10   | 7    | 5    |
| Travail (UTA)                        | 15   | 11   | 7    |
| Surface agricole utilisée (ha)       | 676  | 506  | 354  |
| Cultures                             |      |      |      |
| Terres labourables (ha)              | 661  | 506  | 329  |
| Céréales (ha)                        | 501  | s    | 187  |
| dont blé tendre (ha)                 | 216  | 159  | 108  |
| dont maïs-grain et maïs-semence (ha) | 49   |      |      |
| Tournesol (ha)                       | 25   | s    |      |
| Colza et navette (ha)                | 30   | 44   | s    |
| Élevage                              |      |      |      |
| Cheptel (UGBTA)                      | 3    | 26   | 24   |

## Culture locale et patrimoine

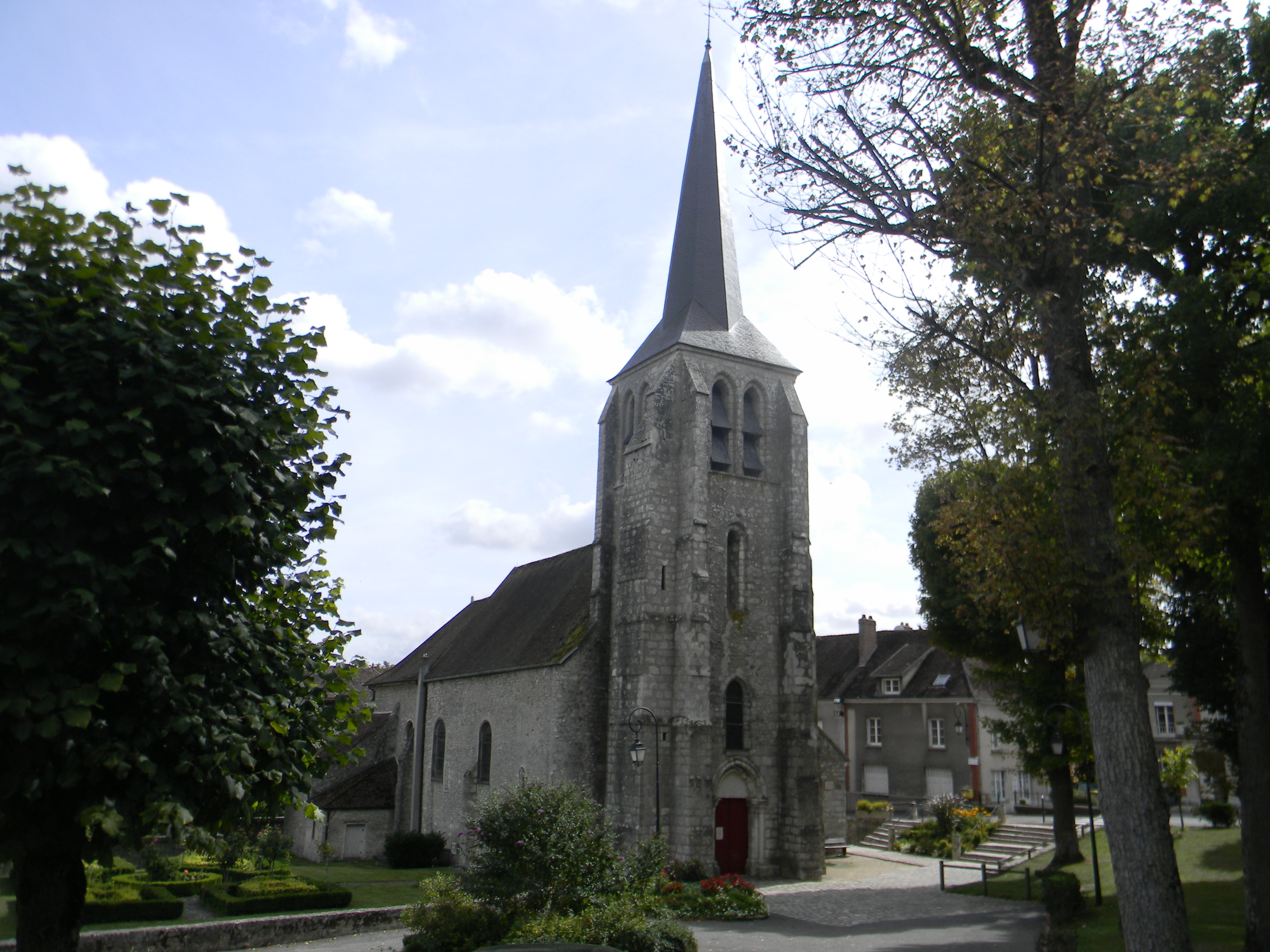
L'église Saint-Pierre-Saint-Paul.

### Lieux et monuments
- Église Saint-Pierre-Saint-Paul, inscrite au titre des monuments historiques[83] (XIIIe - XVIIIe siècle). On peut y voir un tableau classé au titre d'objet La vierge enceinte adorée par les anges du peintre Daniel Hallé[84] (XVIIe siècle).
- Porche de l'abbaye de la Joie-lès-Nemours (XIIIe siècle).
- Massif forestier des Rochers-Gréau sur les hauteurs de la ville : vingt-deux hectares de bois pour faire des randonnées, escalader des rochers.

### Personnalités liées à la commune
- Pierre-Ambroise Richebourg (1810-1875), photographe français, y est décédé.
- Jean-Baptiste Bressant (1815-1886), acteur de théâtre, sociétaire de la Comédie-Française de 1854 à 1877, y est décédé le 23 janvier 1886.
- Jean Prévost (1901-1944), écrivain et résistant français, y est né le 13 juin 1901.
- Pierre Nemours (1920-1982) qui y vécut et dont le nom l'inspira pour son pseudonyme, écrivain français, auteur de roman policier, de roman d'espionnage et de roman de guerre.
- Jacques Degats (1930-2015), athlète français spécialiste du 400 mètres, y est décédé le 29 mars 2015.
- Gérard Verstraete (1952-2014), footballeur français, y est né.
- Allan Barte, auteur de bande dessinée, y est né le 21 mai 1978.
- Nicolas Sterling, architecte et ingénieur né en 1976

### Héraldique
|  | Les armes de la ville se blasonnent ainsi : D'or à trois trangles ondées d'azur accompagnées de trois quintefeuilles de gueules ; au chef d'azur chargé de deux clés en sautoir celle en bandes d'or, celle en barre d'argent, accostées de deux fleurs de lis d'or. L'écu timbré de la couronne murale à trois tours crénelées d'or, ouverte et maçonnée de sable est soutenu par deux branches de chêne de sinople englantées et liées d'or, croisées en pointe en sautoir. |

- Le champ de l'écu concrétise les carrières de sable fin blanc utilisé pour la verrerie et la fonderie ;
- Les ondes symbolisent, à la fois, le canal du Loing et les importantes sources d'eau potable qui alimentent la commune, Nemours et Paris ;
- Les deux clés en sautoir symbolisent le saint-patron de la commune (la clé d'or est celle du pouvoir spirituel, celle d'argent du pouvoir temporel de la papauté) ;
- Les deux fleurs de lis sont empruntées aux armes de la province d'Île-de-France ;
- Les branches de chêne rappellent également la forêt, mais plus particulièrement l'essence d'arbre la plus fréquente dans cette forêt ;
- La couronne murale crénelée est le symbole que portaient les déesses grecques tutélaires des cités et qui est devenue le symbole traditionnel des villes (sans pour autant qu'elles aient été fortifiées).